# Gare d'Amsterdam-Muiderpoort
La gare d'Amsterdam-Muiderpoort (en néerlandais : Station Amsterdam Muiderpoort ou Muiderpoortstation, plus communément Amsterdam Muiderpoort) est une gare ferroviaire secondaire de la capitale néerlandaise Amsterdam. Elle est située dans l'arrondissement Est, entre le Dapperbuurt et l'Indische buurt. Nommée d'après l'ancienne porte de ville voisine, la Muiderpoort (actuelle Alexanderplein), elle voit passer 14 148 voyageurs par jour en 2018, soit 5,1 millions annuellement.

## Situation ferroviaire

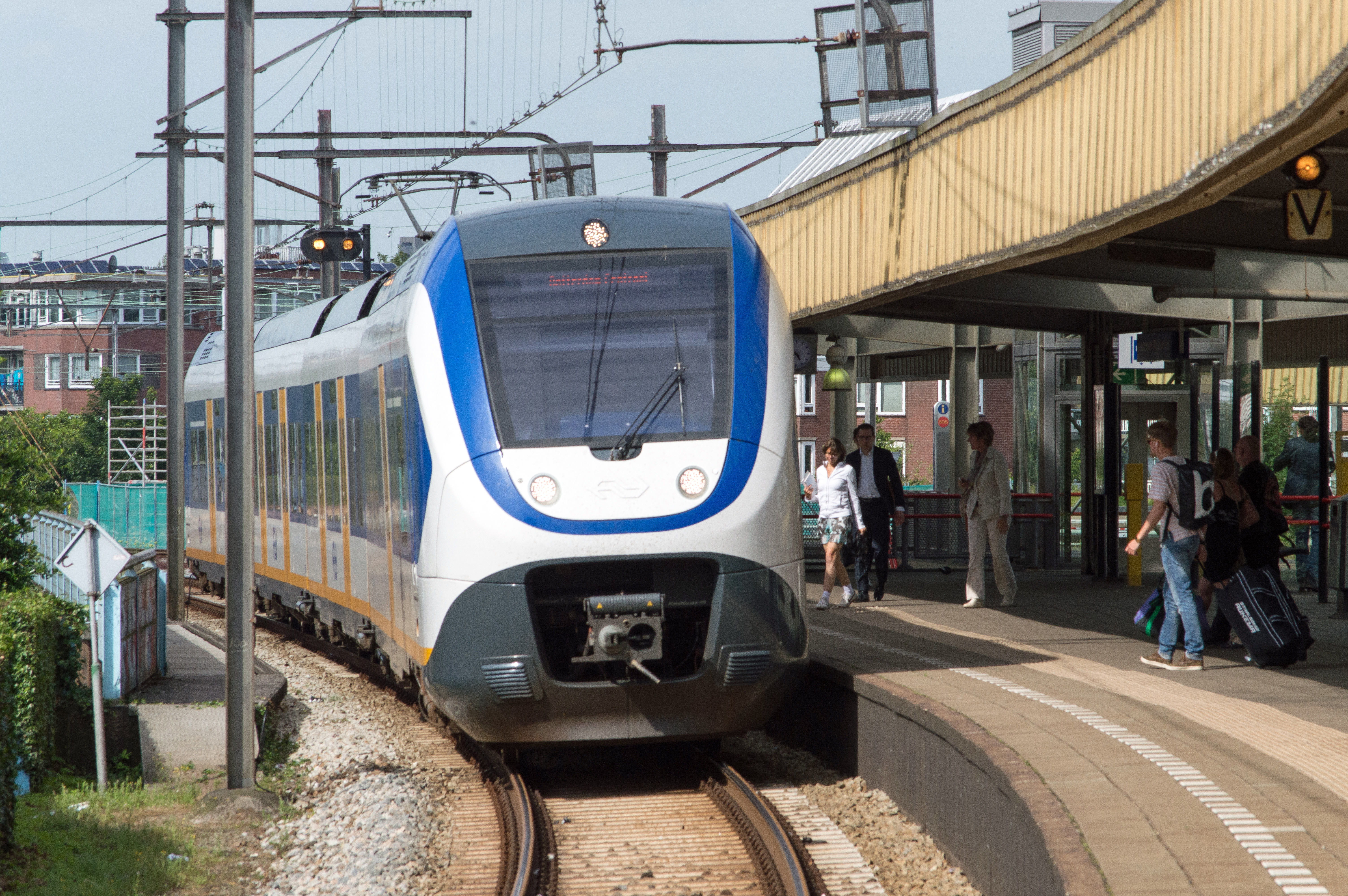
Service régional en direction de Rotterdam-Central via Breukelen.

La gare est située à l'intersection des lignes d'Amsterdam-Central à Utrecht-Central et d'Amsterdam-Central à Zutphen via Hilversum, Amersfoort et Apeldoorn. Les gares suivantes sont respectivement Amsterdam-Amstel et Amsterdam-Science Park.

## Histoire
La gare d'Amsterdam-Muiderpoort est ouverte le 18 mai 1896 au nord de l'actuel bâtiment central, ce dernier ouvrant le 15 octobre 1939. Il est dessiné par les architectes H.G.J. Schelling et Johannes Leupen, dans un style caractéristique des années 1930.

## Service des voyageurs

### Accueil
Le perron nord, servi par la ligne d'Amsterdam à Zutphen, est pourvu d'un magasin Kiosk.

### Desserte
La gare est desservie par les services régionaux (Sprinter) de Nederlandse Spoorwegen (NS). D'une part, ils vont d'Uitgeest à Rotterdam-Central via Zaandam, Amsterdam-Central, Breukelen, Woerden et Gouda, ainsi que d'Uitgeest à Rhenen via Zaandam, Amsterdam-Central, Breukelen et Utrecht-Central. D'autre part, les trains venant d'Amsterdam-Central continuent vers Weesp, Hilversum et Amersfoort, ainsi que Weesp, Almere, Lelystad et Zwolle. La fréquence de passage est de quatre trains par heure dans chaque direction.

### Intermodalité
La gare est desservie par les lignes 1 (terminus est) et 3 du tramway d'Amsterdam.